# تتا ماکیان
تتا ماکیان یک ستاره است که در صورت فلکی ماکیان قرار دارد.